# دبليو. هال هاريس الثالث
دبليو. هال هاريس الثالث (بالإنجليزية: W. Hall Harris, III)‏ هو مترجم أمريكي، ولد في 1952.